# Eli Jiszaj
Eli Jiszaj, właśc. Elijahu Jiszaj (hebr. אליהו „אלי” ישי; ang. Eli Yishai; ur. 26 grudnia 1962 w Jerozolimie) – izraelski polityk. Lider partii religijnej Żydów sefardyjskich Szas w latach 2000–2013. wicepremier w latach 2001–2003 oraz 2006–2013, minister pracy i opieki społecznej w latach 1996–2000, minister spraw wewnętrznych w latach 2001–2002, 2002–2003 oraz 2009–2013, minister przemysłu, handlu i zatrudnienia w latach 2006–2009, poseł do Knesetu w latach 1996–2015.

## Życiorys
Był członkiem jerozolimskiej rady miejskiej w latach 1987–1988.
Po raz pierwszy został wybrany do Knesetu w 1996. Jego dobre relacje z duchowym przywódcą Szasu – rabinem Owadią Josefem – oraz przewodniczącym Arje Derim sprawiły, że został w wieku 34 lat mianowany na stanowisko ministra pracy i spraw społecznych. Już wtedy miał się dać poznać jako prawicowiec. Po objęciu swojego urzędu zainicjował program deportacji nielegalnych pracowników z zagranicy, którzy według ministra mieli zabierać miejsca pracy Izraelczykom. Mimo wysiłków Jiszaja, liczba tych pracowników zamiast zmaleć wzrosła z poziomu 74 000 do 123 000.
Od 4 maja 2006 do 31 marca 2009 roku w rządzie Ehuda Olmerta minister przemysłu, handlu i zatrudnienia. Po wyborach w 2009 roku, w wyniku których lider Likudu Binjamin Netanjahu utworzył koalicję rządową, Jiszaj wszedł 31 marca 2009 roku w skład gabinetu jako wicepremier i minister spraw wewnętrznych.
Znalazł się „pod ostrzałem” prasy, kiedy w lutym 2006 roku powiedział, iż „homoseksualizm to oczywista choroba” i życzył gejom i lesbijkom „szybkiego powrotu do zdrowia”. Jiszaj powiązany był blisko z ortodoksyjną organizacją Jad le-Achim, która zajmuje się przeciwdziałaniem chrześcijańskich misjonarzy w Izraelu i przeprowadza akcje odbicia Żydówek porwanych przez Arabów. Dodatkowo sprzyjał inicjatywom blokującym możliwość zawierania związków małżeńskich między Żydami i nie-Żydami.
15 grudnia 2014 roku Jiszaj ogłosił swoje odejście z Szasu i utworzenie nowej partii. Było to głośne wydarzenie, ponieważ przewodził on sefardyjskiej partii dłużej niż Arje Deri. Za jego rządów ugrupowanie przyjęło „jastrzębią” postawę wobec konfliktu izraelsko-palestyńskiego, przeciwne było jakimkolwiek rozmowo pokojowym. Przyczyną odejścia były prywatne animozje z Derim oraz odsunięcie Jiszaja od przywództwa w Szasie przez Radę Mędrców Tory. Przed konferencją założycielską Jiszaj skonfrontował się ze zwolennikami Szasu i Derjego, został okrzyknięty także zdrajcą. Błogosławieństwa inicjatywie udzielili rabini Szelomo Awiner i Me’ir Mazuz. Mimo początkowych zapewnień, że nowa partia Jiszaja – Jachad – ha-Am Itanu – wystartuje samodzielnie w wyborach w 2015 roku, to wystawiła ona wspólną listę z Żydowską Siłą. Ugrupowanie otrzymało 3% głosów i nie przekroczył ówczesnego progu wyborczego 3,25%.
Przed wyborami w kwietniu 2019 roku Binjamin Netanjahu nalegał żeby liderzy partii narodowo-religijnych utworzyli wspólną listę. Jednak rabin Mazuz zabronił Jiszajowi jakichkolwiek negocjacji, ponieważ stwierdził, że w takiej inicjatywie byłoby zbyt duże prawdopodobieństwo pojawienia się kobiety. Wobec takiej decyzji duchowego przywódcy, Jiszaj uznał, że jego Jachad wystartuje samodzielnie. Jednak po tej decyzji rabin Mazuz podjął rozmowy z władzami Zjednoczonego Judaizmu Tory. W ich rezultacie Jiszaj uznał, że nie wystartuje ze swoją partią w wyborach, a swoje poparcie przekaże partii ortodoksyjnej. Polityk uznał, iż wszystkie głosy poparcia zyskane w kampanii wyborczej zostaną przekazane większemu, ortodoksyjnemu ugrupowaniu. W zamian liderzy Zjednoczonego Judaizmu Tory obiecali Jiszajowi, że przedstawią jego kandydaturę w ewentualnych rozmowach koalicyjnych na stanowisko dotyczące problemów mieszkaniowych społeczności ortodoksyjnej.

## Życie prywatne
Jest żonaty i ma szóstkę dzieci.